# Irena Paryzek
Irena Paryzek (ur. 3 września 1931 w Tarnowie, zm. 1 stycznia 2007 w Jaworznie) – polska nauczycielka, poseł na Sejm PRL V kadencji.

## Życiorys
Córka Jana i Anny. Uzyskała wykształcenie wyższe niepełne, z zawodu nauczycielka. Była kierownikiem szkoły podstawowej w Jaworznie. W 1969 uzyskała mandat posła na Sejm PRL w okręgu Chrzanów z ramienia Polskiej Zjednoczonej Partii Robotniczej, zasiadała w Komisji Oświaty i Nauki.
Została pochowana na cmentarzu parafialnym w Jaworznie.